# Ranissus edirnea
Ranissus edirnea är en insektsart som först beskrevs av Dlabola 1957.  Ranissus edirnea ingår i släktet Ranissus och familjen Dictyopharidae. Inga underarter finns listade i Catalogue of Life.